# Базил Јамкам
Мбури Базил Јамкам (енгл. Mbouri A Basile Yamkam; 2. јануара 1998) камерунски је фудбалер који тренутно наступа за Раднички из Ниша. За национални тим Камеруна дебитовао је 2021. године.
Током каријере је играо на свим позицијама у одбрани, али и на месту задњег везног.

## Каријера
Јамкам је у Камеруну наступао за екипу Баменде, са којом је био шампион државе за сезону 2019/20. и касније учесник КАФ Лиге шампионе. Првог дана септембра 2021. године представљен је као нови фудбалер нишког Радничког, са којим је потписао двогодишњи уговор. Након прве сезоне у којој је забележио укупно 16 наступа у оба такмичења под окриљем Фудбалског савеза Србије, Јамкам за наредну сезону прикључио екипи са закашњењем услед опоравка од маларије.

## Статистика

### Клупска
Ажурирано 22. марта 2023.
|              |          |                    |    |   |   |   |   |   |   |   |    |   |  |  |
| Баменда      | 2020/21. | Прва лига Камеруна | —  | — | — | — | 2 | 0 | — | — | 2  | 0 |  |  |
|              |          |                    |    |   |   |   |   |   |   |   |    |   |  |  |
| Раднички Ниш | 2021/22. | Суперлига Србије   | 15 | 0 | 1 | 0 | — | — | — | — | 16 | 0 |  |  |
| Раднички Ниш | 2022/23. | Суперлига Србије   | 23 | 0 | 2 | 0 | 0 | 0 | — | — | 25 | 0 |  |  |
| Раднички Ниш | Укупно   | Укупно             | 38 | 0 | 3 | 0 | 0 | 0 | — | — | 41 | 0 |  |  |
|              |          |                    |    |   |   |   |   |   |   |   |    |   |  |  |
| Каријера     | Каријера | Каријера           | 38 | 0 | 3 | 0 | 2 | 0 | — | — | 43 | 0 |  |  |
|              |          |                    |    |   |   |   |   |   |   |   |    |   |  |  |

### Репрезентативна
Ажурирано 29. јула 2022.
| Камерун | Камерун | Камерун |
| Године  | Наступа | Голова  |
| ------- | ------- | ------- |
| 2021.   | 3       | 0       |
| Укупно  | 3       | 0       |